# سنت-ژولی، کبک

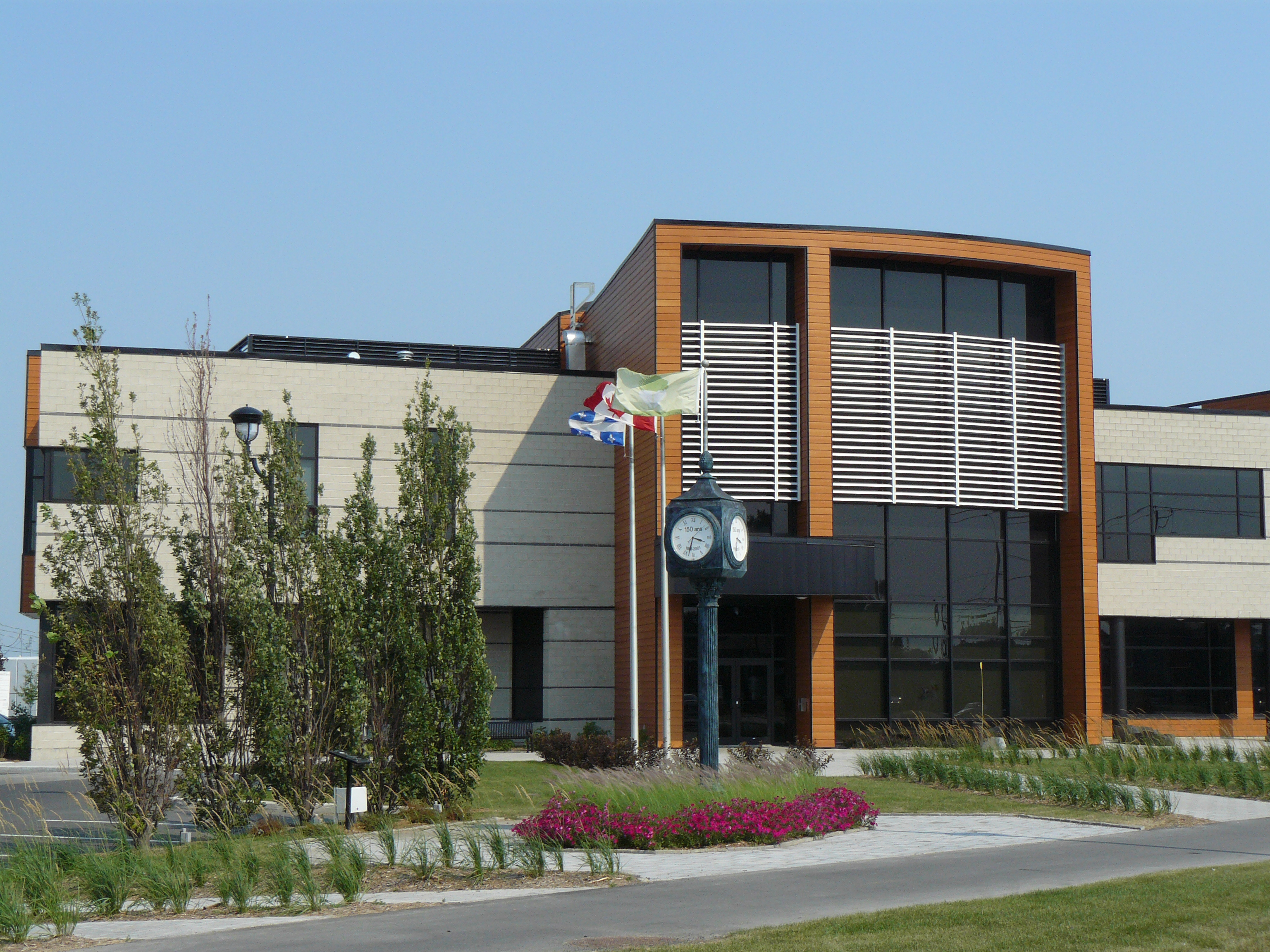
نمایی از کتابخانهٔ شهرک سنت-ژولی در ناحیه مونترژی، کبک کانادا - ۲۰۰۷

سنت-ژولی (به فرانسوی: Sainte-Julie) شهرکی در منطقه شهری مارگریت-دیوویل ناحیه مونترژی در استان کبک کانادا است. در سرشماری سال ۲۰۱۱ این شهرک ۲۹٬۰۰۰ نفر جمعیت داشته‌است و مساحت آن ۴۷٫۷۸ کیلومتر مربع است.